# Solanum abbotianum
Solanum abbotianum är en potatisväxtart som beskrevs av Sergei Vasilievich Juzepczuk. Solanum abbotianum ingår i släktet skattor som ingår i familjen potatisväxter. Inga underarter finns listade i Catalogue of Life.